# Sichamps
Sichamps é uma comuna francesa na região administrativa de Borgonha-Franco-Condado, no departamento Nièvre. Estende-se por uma área de 5,88 km². Em 2010 a comuna tinha 193 habitantes (densidade: 32,8 hab./km²).